# Franz Rang

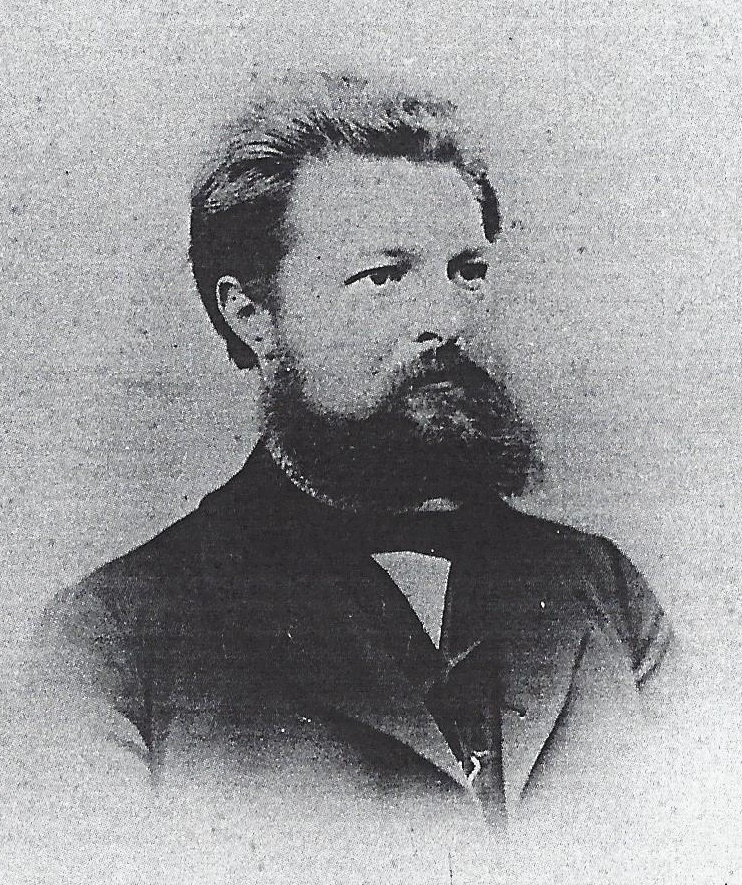
Franz Rang

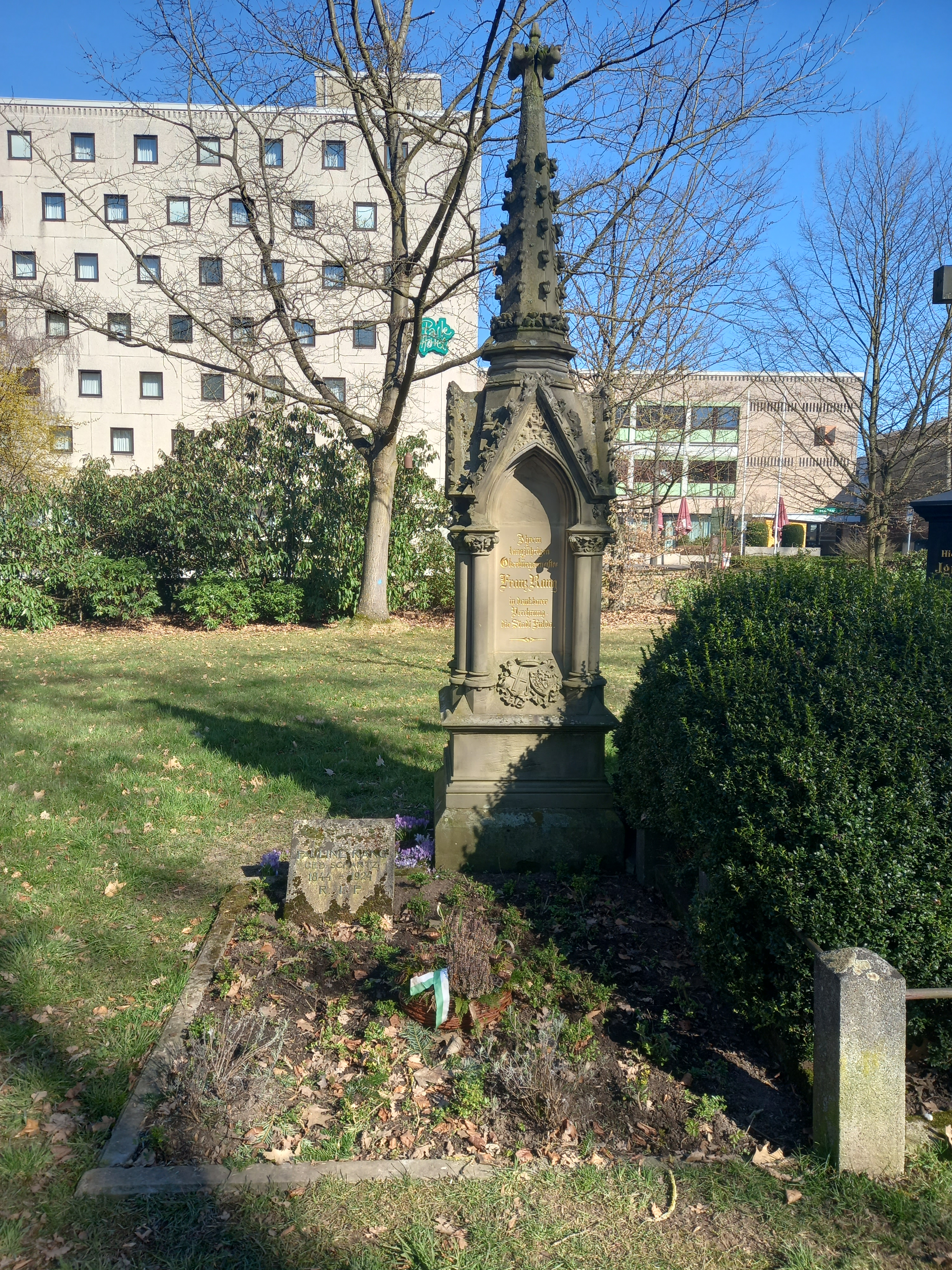
Das Grab von Franz Rang und seiner zweiten Ehefrau Pauline geborene Schantz auf dem Alten städtischen Friedhof Fulda

Franz Rang (* 18. Juli 1831 in Neuhof (bei Fulda); † 7. Oktober 1893 in Kassel) war Oberbürgermeister von Fulda und Mitglied des Reichstags des Norddeutschen Bundes.

## Leben
Franz Rang war Sohn des Vorstands der erneuerten Regierung der Provinz Fulda Justus Rang. Er studierte ab 1850 an der Philipps-Universität Marburg Rechtswissenschaft und wurde am 27. November 1850 im Corps Teutonia Marburg recipiert. Dreimal als Senior ausgezeichnet, wechselte er an die Rheinische Friedrich-Wilhelms-Universität. Dort wurde er 1851 auch im Corps Hansea Bonn aktiv. Nach dem Examen kam er 1854 als Gerichtsreferendar an das Obergericht in Fulda. 1862 wurde er auf Lebenszeit zum  Oberbürgermeister der Stadt Fulda gewählt und bestätigt. Er war Mitbegründer des Hessischen Städtetags (1890) und des Sparkassenverbandes (1892). Als Abgeordneter engagierte er sich im Kommunallandtag Kassel und im Provinziallandtag der Provinz Hessen-Nassau. Für die Freie Vereinigung vertrat er 1867–1871 den Reichstagswahlkreis Regierungsbezirk Kassel 7 (Landkreis Fulda, Landkreis Schlüchtern, Landkreis Gersfeld) im Reichstag (Norddeutscher Bund) und im Zollparlament. Rang war zweimal verheiratet: Aus der ersten Ehe mit Anna Waxmann (1836–1865) aus Würzburg gingen ein Sohn und zwei Töchter hervor. Der zweiten Ehe mit Pauline Schantz (1844–1924) aus Rotenburg an der Fulda entstammen zwei Töchter und drei Söhne, darunter der spätere Landtagsabgeordnete Ludwig Rang (1869–1957).

## Ehrungen
Die Rangstraßen in Fulda und Neuhof sind nach ihm benannt. 1979 wurde von der Stadt Fulda eine Gedenkplatte mit Inschrift auf seinem Grab angebracht.